# Катерін Пуаро
Катерін Пуаро (фр. Catherine Poirot, 9 квітня 1963) — французька плавчиня.
Учасниця Олімпійських Ігор 1980 року, бронзова медалістка 1984 року на дистанції 100 метрів брасом.